# Ларс Міккельсен
Ларс Міккельсен (англ. Lars Mikkelsen; нар. 6 травня 1964 (60 років), Гладсаксе, Копенгаген, Данія) — данський актор кіно і телебачення. Найбільшу популярність здобув за ролі в телесеріалах: «Вбивство» — політик Трульс Хартманн, «Шерлок» — антагоніст Чарльз Огастес Магнуссен, а також «Картковий будиночок» — російський президент Віктор Петров. Старший брат актора Мадса Міккельсена.

## Біографія
Міккельсен народився в Гладсаксе, недалеко від Копенгагена. Після закінчення середньої школи він вступив на військову службу в данську Королівську армію. Потім він вивчав біологію в Копенгагенському університеті, але кинув курс, щоб заробляти собі на життя в ролі вуличного артиста в європейських містах — жонглював і показував пантоміму.

## Акторська кар'єра
У 27 років він вступив в Національну театральну школу Данії, яку закінчив у 1995 році. Крім участі в драматичному телесеріалі «Вбивство», він також знявся в ще двох відомих данських телесеріалах: «Ті, хто вбивають» і «Уряд». Міккельсен виконав роль антагоніста в телесеріалі «Шерлок» — Чарльза Огастеса Магнуссена, розумного і розважливого лиходія, який шантажує своїх жертв і ненавидить Шерлока Холмса. Ще однією з помітних робіт Ларса стала роль президента Віктора Петрова з телесеріалу «Картковий будиночок» — прототипом якого був російський президент Володимир Путін.
Крім рідної данської, Міккельсен вільно говорить шведською, німецькою та англійською мовами, також освоює різні акценти. Заявив, що він і його брат уперше почали практикувати англійську мову, слухаючи записи Монті Пайтон і репетируючи їхні комедійні скетчі.

## Особисте життя
Одружений з актрисою Анетті Стовелбек, вони почали зустрічатися в 1986 році та одружилися за три роки. Мають двох синів — Лоу і Тора.

## Фільмографія

### Кінофільми
| Рік  | Назва                                               | Роль                   | Прим.                                                                                                 |
| ---- | --------------------------------------------------- | ---------------------- | --- |
| 1997 | Royal Blues                                         | Henning                | |
| 1999 | Seth                                                | Seth                   | |
| 1999 | Under overfladen                                    | Віктор                 | |
| 2000 | Kira's Reason: A Love Story (En kærlighedshistorie) | Mads                   | |
| 2004 | King's Game (Kongekabale)                           | Peter Schou            | |
| 2005 | Nordkraft                                           | Steso's father         | |
| 2005 | H. C. Andersen — historien om en digter             | Ганс Крістіан Андерсен | |
| 2007 | De fortabte sjæles ø                                | Necromancer            | |
| 2007 | Cecilie                                             | Lasse N. Damgaard      | |
| 2008 | Про це не знає ніхто                                | Марк Делауран          | |
| 2008 | Полум'я і Цитрон                                    | Фроде Якобсен          | |
| 2009 | Flugten                                             | Thomas Jargil          | |
| 2009 | Headhunter                                          | Martin Vinge           | Robert Award for Best Actor in a Leading Role                                                         |
| 2012 | What Richard Did                                    | Peter Karlsen          | |
| 2012 | Доглядач                                            | Пер                    | |
| 2013 | Montana                                             | Димитрій               | |
| 2014 | When Animals Dream                                  | Тор                    | |
| 2015 | 9 квітня                                            | лейтенант Хінтц        | |
| 2016 | Настане день                                        | Фредерік Хек           | Премія «Бодиль» за кращу чоловічу роль другого плану Премія «Роберт» за кращого актора другого плану. |
| 2025 | Франкенштейн                                        | капітан Андерсон       | |

### Телесеріали
| Рік       | Назва               | Роль                        | Прим.                                 |
| --------- | ------------------- | --------------------------- | ------------------------------------- |
| 1997      | Strisser på Samsø   | Йенс Фіскрт                 | Епізоди: 1-4, 6                       |
| 1997      | Taxa                | Наркоман                    | Епізод 8                              |
| 2000      | Edderkoppen         | Оле Мадсен                  |                                       |
| 2000      | Skjulte spor        | Мортен Теілгаард            |                                       |
| 2001      | Langt fra Las Vegas | Піратський капітан          |                                       |
| 2002      | Rejseholdet         |                             | Епізоди: 21-22                        |
| 2001      | Nikolaj og Julie    | Пер Коллер                  | Епізоди: 10-20                        |
| 2004-2007 | Krøniken            | Енс Отто Краг               | Епізоди: 2-3, 9, 11, 14-15, 17, 21-22 |
| 2007      | Вбивство            | Трульс Хартманн             |                                       |
| 2011      | Ті, хто вбивають    | Магнус Бісгаард             |                                       |
| 2013      | Уряд                | Сорен Равн                  | Сезон 3                               |
| 2014      | Шерлок              | Чарльз Огастес Магнуссен    | Епізоди: 1, 3                         |
| 2014      | 1864                | Thøger Larsen               | Епізоди 1-2                           |
| 2015-2018 | Картковий будиночок | Віктор Петров, Президент РФ | Сезони 3-6                            |
| 2015      | The Team            | Харольд Бйорн               |                                       |
| 2019      | Відьмак             | Стрегобор                   |                                       |
| 2023      | Асока (серіал)      | гранд-адмірал Траун         |                                       |

### Анімаційні фільми/короткометражні/озвучка
- Huset Anubis (2010) — Hr. Van Swieten
- Tiger-brødre (2004) — Aidan McRory
- Артур і Мініпути (2006) — Мальзахар
- Велика подорож (2006) — Самсон
- Go West! A Lucky Luke Adventure (2007) — Щасливчик Люк
- Бі Муві: Медова змова" (2007) — Кен
- В гості до Робінсонів (2007) — Onkel Arthur
- Монстри проти прибульців (2009) — General O. K. MacMission
- Ронал-варвар (2011)
- The Dam Keeper (short) (2014) — The Narrator[12]
- Зоряні війни: Повстанці (2016) — Гранд-адмірал Траун